# Beleduc
Die beleduc Lernspielwaren GmbH ist ein in Olbernhau im Mittleren Erzgebirge an der Grenze zur Tschechischen Republik ansässiger Verlag für Lernspiele.
Die Firma wurde 1988 in Belgien gegründet. Dabei steht "Bel" steht für Belgisch, "educ" für educativ. Fünf Jahre später erfolgte die Verlagerung nach Sachsen. Der Schwerpunkt des Verlages liegt bei Lernspielen.

## Auszeichnungen

### Deutscher Lernspielpreis
- 2013 Move & Twist (Gewinner des Leserpreises)
- 2012 Lagoona von Roberto Fraga (nominiert in der Kategorie "ab 3 Jahre")
- 2011 Magicus (nominiert in der Kategorie "ab 3 Jahre")
- 2009 Happy Farm (Gewinner in der Kategorie "ab 3 Jahre")
- 2007 Imita (nominiert in der Kategorie "ab 3 Jahre")
- 2006 Rondo Vario (nominiert in der Kategorie "ab 3 Jahre")

### Spiel des Jahres
- 2013 Move & Twist (Empfehlungsliste Kinderspiel des Jahres)
- 2012 Captain Kidd (Empfehlungsliste Kinderspiel des Jahres)
- 2010 Combino (Empfehlungsliste Kinderspiel des Jahres)
- 2008 Pingo Tour (Nominierungsliste Kinderspiel des Jahres)

### Österreichischer Spielepreis
- 2013 Move & Twist (Spiele Hit für Kinder)
- 2012 Captain Kidd (Spiele Hit für Kinder)